# Welkom in de familie
Welkom in de familie is een spelprogramma op de Vlaamse televisiezender VTM dat wordt gepresenteerd door Julie Van den Steen.
De eerste uitzending was op 30 maart 2022. In het programma wordt een deelnemer in een gezin geplaatst ter vervanging van een gezinslid. Na een week moet deze deelnemer dan achterhalen uit een groep van vijf mensen wie dat gezinslid was, met een geldsom als prijs. Bij verkeerd raden gaat de geldsom naar het gezin.
Tijdens sommige opdrachten krijgt Julie Van den Steen hulp van bekende Vlamingen. Dit waren Andy Peelman, Sergio, Bart Kaël, Garry Hagger, Mathias Vergels en Guga Baul.